# Viaduc de Miribel-Jonage
Ne doit pas être confondu avec Viaduc de Miribel.
Pour les articles homonymes, voir Miribel (Ain) et Grand parc de Miribel-Jonage.
Le viaduc de Miribel-Jonage, est un pont autoroutier emprunté par l'autoroute A432, d'une longueur de 530 mètres Il franchit le canal de Miribel et le canal de Jonage dans le Grand parc de Miribel-Jonage à la fois dans l'Ain et dans la métropole de Lyon. Il est situé au sud et dans le prolongement du viaduc de la Côtière et est peu éloigné du pont de Jons
À proximité immédiate et parallèle à lui se trouve le  viaduc de Miribel de la LGV Rhône-Alpes. Au nord, il traverse le territoire de Niévroz et au sud celui de Jons.